# 名古屋高速都心環狀線
名古屋高速都心環狀線（日语：／ Nagoya kōsoku Toshin kanjō sen */?）是一條位於日本愛知縣名古屋市的名古屋高速道路路線，是一條環狀路線，此路線只可作單向順時針方向行車，沿線途經中區、東區、昭和區、中川區、中村區、西區。而此路線的英文為Ring。

## 概要
- 起點 : 愛知縣名古屋市東區東片端
- 終點 : 愛知縣名古屋市東區東片端
- 路線長度 : 10.3km
- 匝道/出入口 : 8個（入口:4個、出口:4個）
- 分支 : 6個
- 行車線 : 3/4車線
- 最高速度：直線部分：60km/h、曲線部分：50km/h

## 連接高速道路
- 名古屋高速1號楠線（於東片端JCT連接）
- 名古屋高速2號東山線（於丸田町JCT連接）
- 名古屋高速3號大高線（於鶴舞南JCT連接）
- 名古屋高速4號東海線（於山王JCT連接）
- 名古屋高速5號萬場線（於新洲崎JCT連接）
- 名古屋高速6號清須線（於明道町JCT連接）

## 設施
- 全線都位於日本愛知縣名古屋市內。
- 設施編號欄的背景色為■顯示該部分道路已經啟用，設施名稱欄的背景色為■顯示該部分設施尚未啟用，未通車路段名稱皆為臨時名稱。
- （間）為以其他道路為媒介接續的間接接續。
- IC為交流道的簡寫，JCT為系統交流道的簡寫。

| 出入口編號   | 中文設施名 | 日文設施名 | 英文設施名 | 接續路線名 | 起點起計 （公里） | 備註                             | 所在地 | 所在地 |
| ------------ | ---------- | ---------- | ---------- | --- | ----------------- | -------------------------------- | ------ | ------ |
| ↓都心環狀線↓ |            |            |            | |                   |                                  |        |        |
| -            | 東片端JCT  |            |            | 名古屋高速1號楠線 | 0.0               |                                  | 東區   |        |
| C01          | 東新町出口 |            |            | 名古屋市道堀田高岳線（機場線） （間） 國道19號（櫻通） （間）錦通 （間）愛知縣道60號名古屋長久手線（廣小路通）                           | 0.6               | 與1號楠線的集約出口              | 東區   |        |
| C02          | 東新町入口 |            |            | 名古屋市道堀田高岳線（機場線） （間） 國道41號（機場線） （間） 國道19號（櫻通） （間）錦通 （間）愛知縣道60號名古屋長久手線（廣小路通） | 1.4               |                                  | 中區   |        |
| -            | 丸田町JCT  |            |            | 名古屋高速2號東山線 東名、高針方向 | 1.7               |                                  | 中區   |        |
| -            | 鶴舞南JCT  |            |            | 名古屋高速3號大高線 | 2.9               |                                  | 昭和區 |        |
| C03          | 東別院出口 |            |            | 前津通 （間）大須通 | 4.1               |                                  | 中區   |        |
| C04          | 東別院入口 |            |            | 名古屋市道山王線（山王通） （間）大津通                                                                                                  | 4.9               |                                  | 中區   |        |
| -            | 山王JCT    |            |            | 名古屋高速4號東海線 | 5.2               |                                  | 中川區 |        |
| -            | 新洲崎出口 |            |            | （間）名驛通 |                   | 預定設置 與2號東山線的集約出入口 | 中村區 |        |
| -            | 新洲崎入口 |            |            | （間）名驛通 |                   | 預定設置 與2號東山線的集約出入口 | 中村區 |        |
| -            | 新洲崎JCT  |            |            | 名古屋高速5號萬場線 | 6.3               |                                  | 中村區 |        |
| C05          | 錦橋出口   |            |            | 錦通 （間） 國道19號（伏見通） | 7.1               | 出口可以掉頭                     | 中村區 |        |
| C06          | 名驛入口   |            |            | 錦通 （間）愛知縣道68號名古屋津島線（名驛通）                                                                                            | 7.6               |                                  | 中村區 |        |
| -            | 明道町JCT  |            |            | 名古屋高速6號清須線 | 8.1               |                                  | 西區   |        |
| C07          | 丸之內出口 |            |            | 國道22號（伏見通） （間） 國道19號（櫻通、伏見通） （間）愛知縣道68號名古屋津島線（櫻通）                                                | 8.7               | 出口可以掉頭                     | 中區   |        |
| C08          | 丸之內入口 |            |            | 國道22號（伏見通） （間）愛知縣道215號田籾名古屋線（出來町通）                                                                           | 9.3               |                                  | 中區   |        |
| -            | 東片端JCT  |            |            | 名古屋高速1號楠線 | 10.3              |                                  | 東區   |        |
| ↓都心環狀線↓ |            |            |            | |                   |                                  |        |        |

## 歷史
- 1985年5月7日 : 東新町出入口至東別院出入口開通，於鶴舞南JCT開始連接3號大高線。
- 1987年8月31日 : 新洲崎JCT至名站出口（現在：錦橋出口）開通，於新洲崎JCT可連接5號萬場線。
- 1988年4月26日 : 東別院出入口至新洲崎JCT開通。
- 1994年9月12日 : 名站入口至丸之内出口開通，名站出口改名為錦橋出口。
- 1995年9月19日 : 丸之内出口至東新町出入口開通，全線開通，於東片端JCT可連接1號楠線。
- 1999年11月11日 : 丸之内入口啟用。
- 2007年8月6日 : 山王彎位（現時：山王JCT）完成擴展。
- 2007年12月9日 : 於明道町JCT可以連接6號清須線。
- 2010年9月4日 : 於山王JCT可以連接4號東海線。

## 交通流量
平日24小時交通流量（平成17年度道路交通普查）
- 愛知縣名古屋市中村區名站南1丁目 : 53,464
- 愛知縣名古屋市中區丸之内2丁目 : 46,184
- 愛知縣名古屋市中區千代田4丁目 : 58,131